# Hopea andersonii
Hopea andersonii är en tvåhjärtbladig växtart. Hopea andersonii ingår i släktet Hopea och familjen Dipterocarpaceae.

## Underarter
Arten delas in i följande underarter:
- H. a. andersonii
- H. a. basalticola